# دار الثقافة ابن خلدون المغاربية
دار الثقافة ابن خلدون المغاربية هي مؤسسة ثقافية تونسية تقع في 16 نهج بن خلدون في تونس العاصمة.

تحمل اسم المؤرخ والقاضي والاجتماعي وعالم الاقتصاد والفيلسوف ابن خلدون الذي عاش في القرن الرابع عشر.

## التاريخ

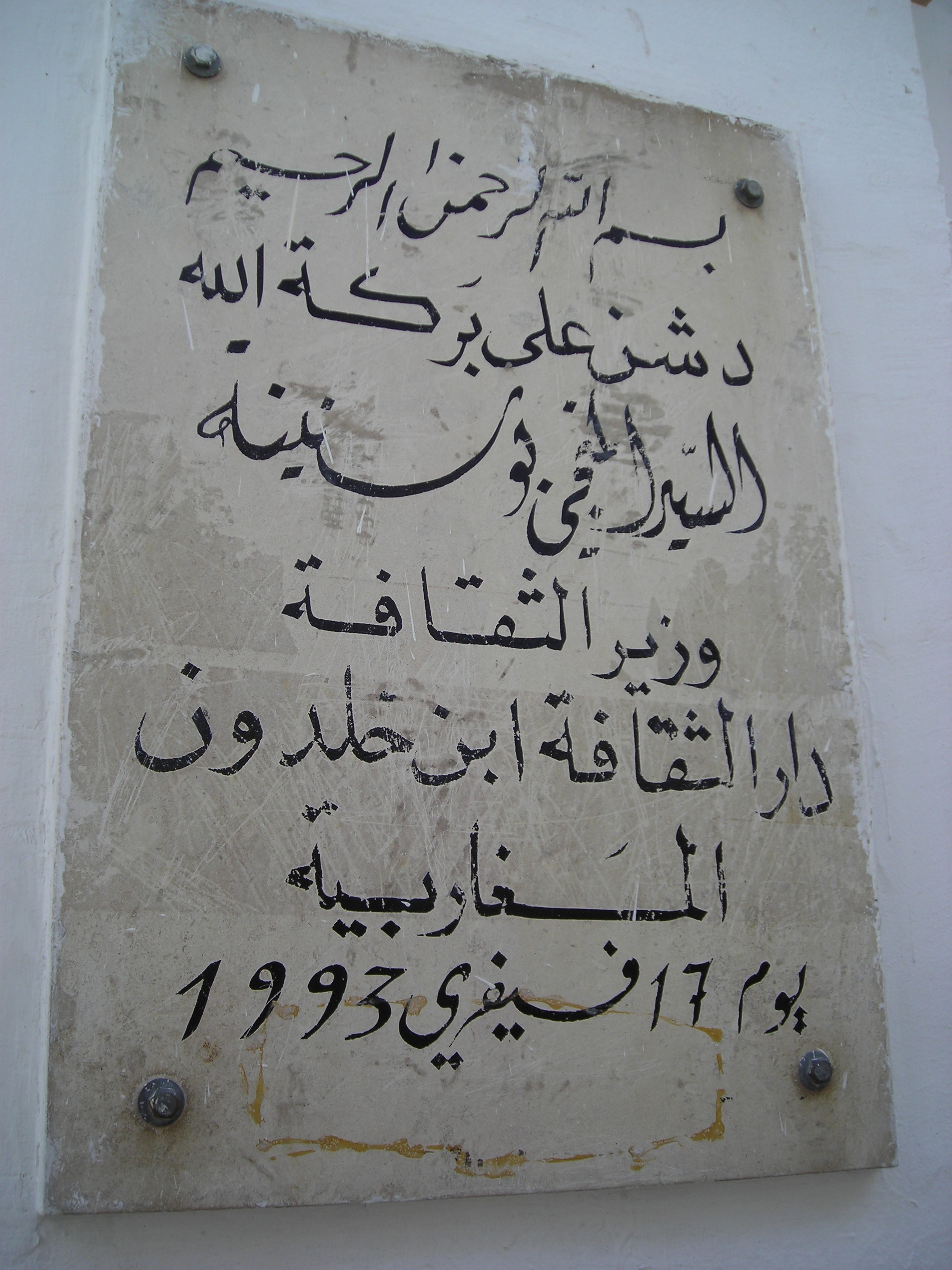
لوحة تذكارية خارج دار الثقافة.

تقع دار الثقافة في بناية ذات طراز معماري إيطالي تسمى «لا دانتي أليغييري أو La Dante Alighieri»، شيدت في 1926 على مقربة من حي صقلية الصغيرة القديم، تم افتتاحها في 17 فبراير 1993 من قبل وزارة الثقافة المنجي بوسنينة، كما هو مذكور على اللوحة التذكارية خارج المبنى.

تتميز دار الثقافة بنوادي المسرح والسينما، وأصبحت مركز عرض أفلام المسابقة الرسمية أثناء أيام قرطاج السينمائية.